# ست ماري روز
ست ماري روز هي رواية لإيتل عدنان أُعدت قبل وأثناء الحرب الأهلية اللبنانية 1975-1990، تم نشره في فرنسا عام 1978 بعد نشر الترجمة العربية في عام 1977، يُعد الكتاب قائمًا على حياة ماري روز بولس التي أُعدمت من قبل ميليشيا مسيحية أثناء النزاع، وتُعتبر الرواية نفسها نقدًا لمختلف جوانب الثقافة اللبنانية بما في ذلك نقد كراهية الأجانب وكذلك دور المرأة.

## خلفية
في حين أن النفوذ السياسي الفرنسي في لبنان انتهى مع الانتداب الفرنسي في عام 1943 فقد ساعد التأثير الثقافي المستمر للغرب على خلق تنوع في طابع لبنان، يستخدم عدنان تناقضات التأثيرات الغربية والشرقية على بيروت لتوضيح الموضوعات الرئيسية للرواية، كما يحظى دور المرأة في المجتمع اللبناني باهتمام إضافي لأن النصف الأخير من الرواية يمثل دراماتيكية لوفاة ماري روز بولس، حيث كانت ماري روز بولوس مهاجرة من سوريا حيث قامت بتعليم الأطفال الصم والبكم وساعدت في تنظيم الخدمات الاجتماعية للمخيمات الفلسطينية.

## تاريخ النشر
كتب عدنان سيت ماري روز عام 1977 باللغة الفرنسية، وفي نفس العام تم ترجمته ونشره باللغة العربية، ومع ذلك فإنه نظرًا لطبيعة الرواية تم تسويقها في بيروت الغربية المسلمة ولكن ليس في بيروت الشرقية المسيحية.

## مقدمة المؤامرة
تبدأ الرواية قبل الحرب الأهلية برواية راوية لم تذكر اسمها تصف رغبة صديقها منير في إنتاج فيلم يعتمد على المهاجرين السوريين الذين يأتون للعمل في لبنان، وبعد هذا المقطع الموجز تحول الرواية انتباهها فقط إلى وفاة ست ماري روز كما تم تصورها سبع شخصيات مختلفة.

## ملخص المؤامرة
تنقسم الرواية إلى «وقتين»: «الوقت الأول» و «الوقت الثاني».
يقدم «الوقت الأول» وصفًا لما قبل الحرب في بيروت مع منير الذي يريد الراوية في هذا القسم أن تكتب السيناريو لفيلمه، ومع تقدم الوقت تصاعد العنف المذكور في بيروت ليصبح الحرب الأهلية اللبنانية، في نهاية الوقت أخبرت الراوية منير أنها لا تستطيع أن تكتب فيلمًا له نظرًا لأن منير يرفض اقتراحات الراوية للفيلم على أساس أنها عنيفة وسياسية للغاية.
«الوقت الثاني» مقسم إلى ثلاثة أقسام مع سبعة فصول لكل منهما، حيث يكرس فصل واحد في كل قسم لربط الأحداث المحيطة بوفاة سيت ماري روز من منظور أحد الرواة، يتبع الرواة دائمًا الترتيب التالي في كل قسم من الأقسام الثلاثة: أطفال المدارس الصم البكم الذين تعلمهم سيت ماري روز، وست ماري روز نفسها ومنير وطوني وفؤاد والراهب بونا لياس، والراوية مجهولة الاسم من «الوقت الأول».

## شخصيات في ست ماري روز
يتحدث الصم والبكم الذين تعلمهم ست ماري روز بصوت واحد، لا يُنسب أي من الأطفال إلى التحدث في وقت معين بل يتحدثون بصوت جماعي، حيث يبجل الصُمّ «ست ماري روز» ويحترمونها إلى حد كبير ويتمنون لو استطاعوا تقديم المزيد من المساعدة لها.
ست ماري روز هي الشخصية الرئيسية للرواية والتي تتكرر خلالها تحدياتها للوضع الراهن الذي يحميه منير وتوني وفؤاد ويصنعونه بشكل متكرر، تتوج الرواية بوفاتها على أيدي خاطفيها، حيث تم القبض عليها في البداية لمساعدة منظمة التحرير الفلسطينية فضلاً عن العيش والمشاركة الرومانسية مع طبيب فلسطيني مسؤول في منظمة التحرير الفلسطينية.
منير هو صديق الطفولة لست ماري روز، وبعد أن انجذب إليها أثناء طفولته فإنه يكافح مع رغبته في أداء واجبه كقائد لميليشيا الشباب ومحاولة إقناع سيت ماري روز بالتخلي عن قضيتها وتولي قوتها حتى تتمكن المليشيا من إنقاذ حياتها، منير وطوني وفؤاد وبونا لياس وست ماري روز جميعهم مسيحيون.
طوني وفؤاد صديقان لمنير، وفي فيلم الوقت الأول تم عرض الاثنين يصطادان مع منير، وفي الوقت الثاني جعلهم يتصرفون كرجال ميليشيات تحت منير، يعتبر فؤاد عنيف جدا ويستمتع بالقتل فإنه إلى حد بعيد الشخصية الأكثر قسوة في الكتاب وعقله دائمًا على الموت والتعذيب، بينما طوني لا يحترم أي امرأة في الكتاب ولديه تصرفات عنيفة جدًا مشابهة لفؤاد.
الراهب بونا لياس هو رجل دين في الدوري مع الشباب، وطوال الوقت الثاني يحاول أن يجبر ست ماري روز على الاعتراف بخطاياها في مساعدة الفلسطينيين والتخلي عن القضية التي يقاتل سكانها من أجلها.
تهيئ الراوية المجهولة الاسم أجواء بيروت قبل الحرب في الوقت الأول وتعلق على أحداث وفاة ست ماري روز من وقت بعد وفاتها الفعلية، وعلى عكس الشخصيات الأخرى في الوقت الثاني فإنها تتحدث في الزمن الماضي عن ست ماري روز بدلاً من الزمن الحالي.

## المواضيع الرئيسية
يعد الجنس واحدًا من العديد من المواضيع الرئيسية لست ماري روز، وقد كان ذلك واضحًا في الوقت الأول مع الخطاب غير المباشر للمرأة، وباستثناء عندما تتحدث الراوية مع منير فإن خطاب المرأة في الوقت الأول يرتبط من خلال إعادة الصياغة بدلاً من الاقتباس المباشر، إعادة الصياغة له تأثير على إبعاد النساء عن طريق عدم ربط كلامهن بعد مع تضمينهن كمجموع ما يقولون إنه لا يزال مرتبطًا، ويرافق ذلك تصوير المرأة على أنها ليست أكثر من إكسسوارات للرجل اللبناني «الحديث»، فهذه هي الحداثة التي تمتلكها ست ماري روز والتي تعرضها للخطر؛ فبحكم كونها «حديثة» تتحدى ست ماري روز الوضع الراهن لمحيطها وتحاول مساعدة القضية الفلسطينية، وتجذب حداثة ست ماري روز بفاعلية منير وتعزلها لأنها السبب في تجاوزاتها للدور المتوقع للمرأة في المجتمع اللبناني.
بالنسبة لمنير وطوني وفؤاد فإن العالم موجود كسلسلة من التسلسلات الهرمية حيث يوجد الفرنسيون فوق اللبنانيين الذين هم فوق سوريا بالإضافة إلى التسلسل الهرمي الجنسي للمجتمع اللبناني الذي يمس رأي ميليشيا ماري روز، وفي المقابل يتطلع منير إلى لبنان تحت التأثير المباشر لأوروبا بينما يطمح إلى تحمل حساسيات حديثة (بالنظر إلى سلوكه تجاه ست ماري روز)، وتلوم ماري روز تأثير اليسوعيين بأنهم مسؤولون عن سلوك الرجال اللبنانيين *، تتضح هذه النقطة من خلال تصوير الحملات الصليبية كما طرحها الكهنة الفرنسيون حيث ينشطون الشباب اللبناني لرفض تراثهم الثقافي ويتوقون إلى تأثير الغرب.
وهناك موضوع رئيسي آخر هو سبب الحرب الأهلية اللبنانية، حيث تقول ست ماري روز إن اندلاع الحرب هو خطأ كل من المسيحيين والمسلمين، وهذا واضح بشكل خاص مع شخصية بونا لياس الذي يدعم الشباب لأنهم «يقاتلون من أجل الطريق الذي يؤدي إلى الإلهية»، لكن منير يدعي أنه والشباب يقاتلان من أجل تعزيز الدولة في صراع سينتهي بمنتصر واضح وعدو مهزوم بوضوح، وتقوض الرواية موقع بونا لياس وتؤهل منير من خلال الإشارة إلى أنه بدلاً من القتال من أجل قضية أعلى يتم خوض الحرب عبر الخطوط الطبقية كمهاجرين فقراء مقابل السكان الأصليين.
ومربكة كل هذا هو المفهوم القائل بأنه يمكن طرح فكرة واحدة باعتبارها تتحدث لجميع الناس في لبنان، حيث أن تمثيل الأطفال الصم البكم كجماعة تحاول تعلم التواصل مع الآخرين الذين لا يستطيعون فهمهم يتناقض بوضوح تام مع مفهوم منير الذي يمكن أن يتحدث بصوت واحد عن الجميع.

## الأسلوب
يوضح الوصف أعلاه كيفية تقسيم الرواية إلى وقتين -كل منهما مقسم أيضًا- كيف تُعد الرواية على المستوى التنظيمي تجربة للعرض التقديمي وكيف يمكن تقديم الرواية، وتستمر كتابات عدنان بشكل خاص في التعبير بشكل درامي عن التناقضات بين الغرب والشرق، والغرب والشرق في بيروت، والمسلمين والمسيحيين، واللبنانيين والسوريين والفلسطينيين، وكيف تعمل كل مجموعة من هذه المتغيرات معاً لتحفيز الحرب الأهلية.

## استقبال
فاز «ست ماري روز» بجائزة أميتي الفرنسية-العربية (وهي جائزة تمنحها جمعية التضامن العربي الفرنسي) في عام 1977.

## روابط خارجية
- ترجمت مقتطفات من ست ماري روز